# Peter John Wyllie
Peter John Wyllie (né le 8 février 1930 à Londres, en Angleterre) est un pétrologue et universitaire britannique.

## Biographie
Il est professeur de géologie au California Institute of Technology de 1983 jusqu'à sa retraite en 1999. Avant cela, il occupe des postes à l'Université de St Andrews (1955–56), à l'Université d'État de Pennsylvanie (1958–59 et 1961–66), à l'Université de Leeds (1959–61) et à l'Université de Chicago (1965– 83). Il est bien connu pour ses nombreuses contributions à la compréhension du magmatisme, notamment à travers ses travaux sur la pétrologie expérimentale des magmas et des volatils. Au début des années 1970, Wyllie écrit deux manuels largement utilisés; The Dynamic Earth (1971) et The Way the Earth Works (1976) qui intègrent la nouvelle compréhension du magmatisme et de la tectonique des plaques. Il est également célèbre pour ses contributions à la couverture des Sciences de la Terre dans l'Encyclopædia Britannica, en particulier son aperçu du domaine dans la deuxième partie de la Propædia. Wyllie est président de l'Union géodésique et géophysique internationale (UGGI) de 1995 à 1999. Il devient membre de l'Académie nationale des sciences des États-Unis en 1981 et membre de la Royal Society, en 1984.
Il reçoit la Médaille polaire en 1954, la Médaille Wollaston, de la Société géologique de Londres en 1982 et la Médaille Roebling, de la Société minéralogique d'Amérique, en 2001 .